# George Edward Paget

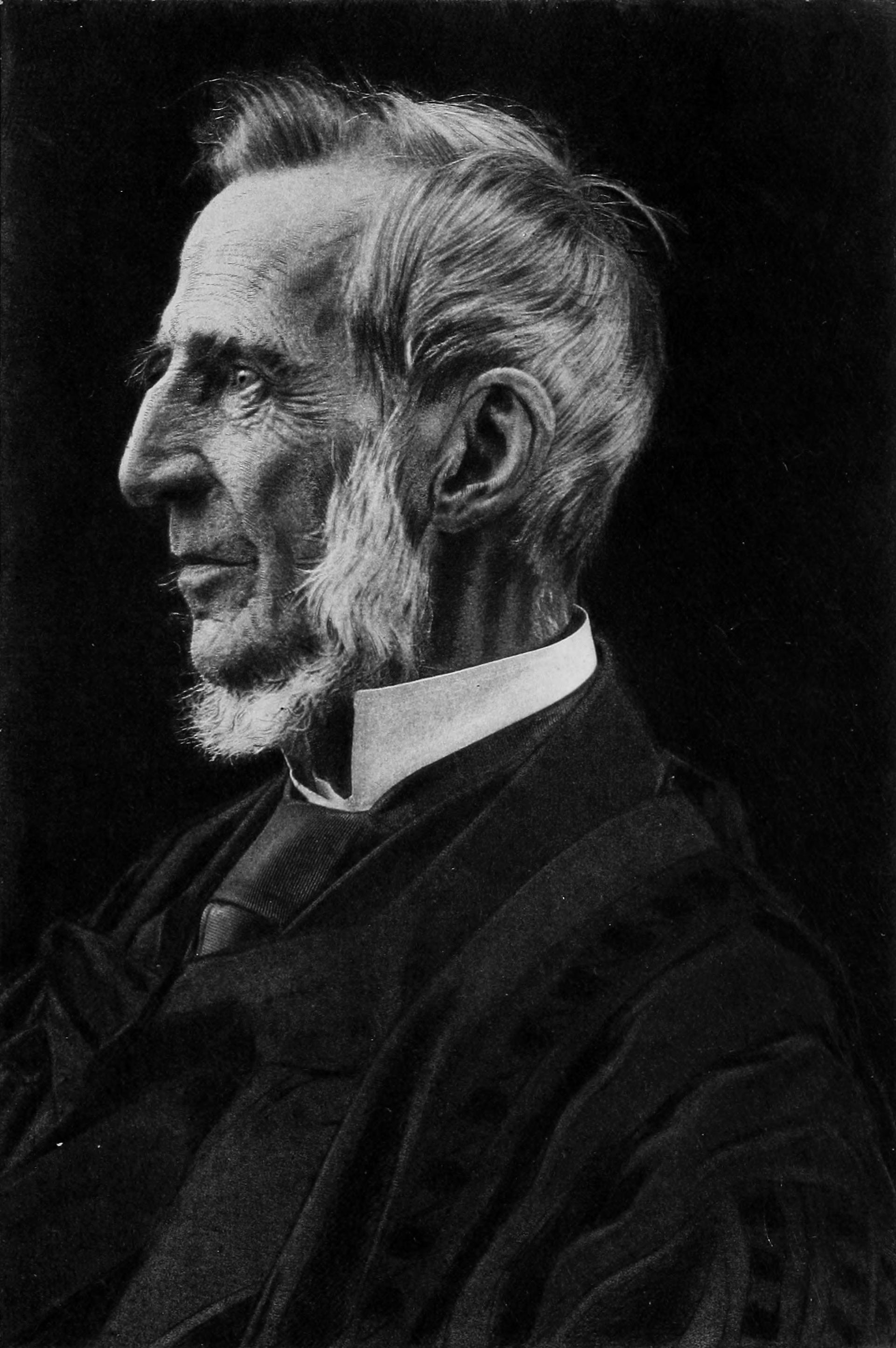
Foto von George Edward Paget im posthum veröffentlichten Werk Some lectures by Sir George E. Paget, vor 1892

George Edward Paget (* 22. Dezember 1809 in Great Yarmouth, Norfolk; † 29. Januar 1892) war ein englischer Arzt und Hochschullehrer an der University of Cambridge.

## Leben
Paget wurde als siebter Sohn des Arztes Samuel Paget und dessen Ehefrau Sarah Elizabeth Tovler in Great Yarmouth, Norfolk geboren. Nach Besuch der örtlichen Schule in Yarmouth wechselte er 1824 an die Charterhouse School, wo er neben dem normalen Lehrstoff zusätzlich Mathematik lernte. Am 29. Mai 1827 wurde er im Gonville and Caius College der Universität Cambridge eingeschrieben und schloss sein Studium 1831 als Achtbester des Jahrgangs ab. 1832 wurde er zum Fellow seines Colleges gewählt und nahm sofort sein Medizinstudium auf.
Nach seinem Abschluss (M.D.) 1838, nahm er 1839 eine Anstellung im Addenbrooke's Hospital auf, wo er für weitere 45 Jahre tätig sein würde. Heute steht in diesem Krankenhaus eine Marmorbüste von Paget. Im gleichen Jahr wurde er zum Fellow des Royal College of Physicians of London gewählt. Paget lebte im Caius College und wurde zum Bursar (Finanzverwalter des Colleges, 1835–38) gewählt und arbeitete sich in seine ärztlichen Pflichten ein. 1842 gelang es ihm, die Universitätsleitung von der Visite am Krankenbett als Pflichtinhalt zur Prüfungszulassung zu überzeugen, das erste Mal, dass so eine Regelung im Vereinigten Königreich durchgesetzt wurde. Dem Beispiel Cambridges folgten inzwischen alle anderen Universitäten des Königreichs.
1851 wurde Paget zum Dozenten am Linacre-Lehrstuhl des St. John’s Colleges gewählt. Nach seiner Hochzeit, 1851, mit Clara Fardell aus der Isle of Ely pausierte seine Fellowshaft am College und er bewohnte mit seiner Frau ein Haus in Cambridge. Er wurde auf verschiedene Verwaltungspositionen der Universität gewählt, vertrat die Universität im General Council of Medical Education and Registration, dem er auch zwei Mal, 1869 und 1874, vorsaß. 1864 diente er der British Medical Association als Präsident. 1872 wurde er in der Nachfolge von Henry John Hayles Bond zum Regius Professor of Physic berufen. Nach Francis Glisson gilt Paget als der außergewöhnlichste Okkupant des Lehrstuhls seit der Gründung 1540. Drei Männer, Paget, George Murray Humphry, Professor für Anatomie von 1866 bis 83 sowie Michael Foster reformierten die Medizin in Cambridge und machten den Bereich zu einem der besten in Großbritannien.
Paget hielt die Harveian Oration im Royal College of Physicians 1866. Der Vortrag wurde später veröffentlicht. 1872 wurde er mit einem Ehrendoktortitel der University of Oxford geehrt (D.C.L. Hon.). Weitere Ehrentitel verliehen 1867 die University of Dublin (M.D.), 1871 die University of Edinburgh (LL.D.) und 1870 die University of Durham (D.C.L.). 1873 berief die Royal Society ihn zum Fellow. 1885 wurde er zum Knight Commander des Order of the Bath ernannt. 1887 bot man ihm an, die Universität Cambridge im Parlament zu vertreten. Er lehnte das Angebot wegen schlechter Gesundheit ab.
Paget hatte einen tiefgreifenden Einfluss auf die Universität. Seine Vorlesungen waren hervorragend, litten aber unter schlecht vorgebildeten Hörern. Als Dozent und in Prüfungsausschüssen äußerte er sich stets höflich und formell und verteidigte die Universität und die medizinische Fakultät jederzeit mit passenden Worten. Mehrere Artikel in führenden Journalen der damaligen Zeit festigten seinen Ruf.
Er starb am 29. Januar 1892 an einer Influenza in seinem Haus St Peter's Terrace, Cambridge, wo er auch bestattet wurde. Sein Nachfolger in der Regius-Professur wurde Thomas Clifford Allbutt. Sieben seiner zehn Kinder überlebten ihn.

### Von Paget
- 1847: Cases of morbid rhythmical movements: with observations
- 1893: Some lectures by Sir George E. Paget

### Über Paget
- Haviland, Paget and Humphry: the introduction of clinical teaching at Cambridge, Arthur Rook